# قضب مدغشقري
قضب مدغشقري (الاسم العلمي:Cadaba madagascariensis) هو نوع من النباتات يتبع جنس القضب من الفصيلة القبارية.